# (81822) Jamesearly
(81822) Jamesearly est un astéroïde de la ceinture principale.

## Description
(81822) Jamesearly est un astéroïde de la ceinture principale. Il fut découvert le 27 mai 2000 à Anza (Californie) par Michael Collins et Minor White. Il présente une orbite caractérisée par un demi-grand axe de 2,80 UA, une excentricité de 0,13 et une inclinaison de 13,9° par rapport à l'écliptique.

## Compléments